# Seigneurie de Hazart
 (juin 2025).
La seigneurie de Hazart est un des fiefs du comté d'Édesse qui a été rattaché à la principauté d'Antioche après la chute d'Édesse en 1144.

## Histoire
La capitale de la seigneurie est l'actuelle ville d'Azaz, dans le gouvernorat d'Alep en Syrie, que les Croisés ont appelé « Hazart ». Ils construisent un château sur une colline, sur laquelle se trouvait une ancienne citadelle, effondrée lors d'un tremblement de terre le 29 novembre 1115.
La seigneurie a été fondée par le comte Josselin Ier d'Édesse en 1118, qui était auparavant aux mains des Turcs de l'atabeg Il Ghazi ibn Ortoq d'Alep. En 1120, Hazart est assiégé par Il Ghazi, qui doit toutefois se retirer à l'arrivée de Josselin avec une armée de secours. En 1125, les Seldjoukides font un nouveau siège de la ville, mais doivent aussi se retirer après leur défaite lors de la bataille d'Azâz.
Après la chute d'Édesse en 1144, Hazart reste aux mains des chrétiens, mais passe sous la souveraineté de la principauté d'Antioche. Entre 1188 et 1194, Hazart semble avoir été occupée par Saladin. La seigneurie est conquise par les Mamelouks du sultan Baybars au plus tard en 1268.

## Liste des seigneurs
- Tancrède de Hazart (avant 1170)
- Pierre Ier de Hazart (avant 1195)
- Guillaume de Hazart (avant 1219)
- Pierre II de Hazart (vers 1263)